# OSCache
Az OSCache egy Java keretrendszer, melyet az OpenSymphony fejlesztett ki, mely könnyebbé teszi a tartalmak gyorstárazását a Webalkalmazásokban.
Az OpenSymphony szerint, az OSCache
- egy gyorstár megoldás, amely tartalmaz egy JSP tag könyvtárat, valamint különböző osztályokat, melyekkel a JSP tartalmak finom hangolt dinamikus gyorstárazása, servlet válaszok és tetszés szerinti objektumok gyorstárazása elvégezhető.
- ellátja mind a memóriabeli ill. mind a perzisztens disken lévő adatok gyorstárazását.
- lehetővé teszi, hogy a használt weboldalon fokozatos hiba tűrés legyen (ha pl. egy hiba előjön, pl. az adatbázis nem elérhető, attól még ki lehet szolgálni a gyorstárazott tartalmakat, tehát a látogatók akadály nélkül szörfölhetnek az oldalon anélkül, hogy tudnák hogy mi történt a háttérben).

## Licenc
Az OSCache OpenSymphony Software License-t használ, amely módosított változata az Apache Software Licencnek (és egyben teljes mértékben kompatibilis vele).

## Külső hivatkozások
- OSCache honlap